# Число Дотти

Число Дотти является единственной неподвижной точкой функции косинуса.

Число́ До́тти — постоянная, определяемая как вещественное решение уравнения
{\displaystyle \cos x=x,}
где аргумент {\displaystyle \cos } измеряется в радианах. В десятичном представлении число Дотти примерно равно {\displaystyle 0,739085133215...}.
Из теоремы о промежуточном значении следует, что указанное уравнение должно иметь хотя бы одно решение. Производная функции {\displaystyle x-\cos(x)} равна {\displaystyle \sin(x)+1} и почти везде положительна, а значит, сама функция монотонно возрастает и не может иметь нескольких нулей. Таким образом, уравнение {\displaystyle \cos x=x} однозначно определяет рассматриваемую константу.

## Значения тригонометрических функций
Пусть {\displaystyle D} — число Дотти. Тогда:
{\displaystyle \mathrm {sin} (D)\approx 0,673612029183}
{\displaystyle \mathrm {tg} (D)\approx 0,911413312094}

## Свойства
Число Дотти является нетривиальной притягивающей неподвижной точкой функции косинуса на сколь угодно большой своей действительной (но не комплексной) окрестности. Иначе говоря, для любого действительного {\displaystyle x} число {\displaystyle \lim \limits _{n\to \infty }(\underbrace {\cos(\cos(\dots \cos(x)\dots ))} _{n})} равно константе Дотти. Уравнение {\displaystyle \cos z=z} для комплексного {\displaystyle z} имеет, кроме неё, бесконечное количество решений, однако ни одно из них не является притягивающей неподвижной точкой.
Кроме того, число Дотти трансцендентно, что можно доказать при помощи теоремы Линдемана — Вейерштрасса.
С использованием теоремы Лагранжа об обращении рядов было доказано, что число Дотти представимо в виде ряда {\displaystyle {\frac {\pi }{2}}+\sum _{n=1}^{\infty }a_{2n-1}\pi ^{2n-1}}, где {\displaystyle a_{n}} для любого нечётного {\displaystyle n} является рациональным числом, определённым следующим образом:
{\displaystyle {\begin{aligned}a_{n}&={\frac {1}{n!\;2^{n}}}\lim _{t\to {\frac {\pi }{2}}}{\frac {\partial ^{n-1}}{\partial t^{n-1}}}{\left({\frac {\cos t}{t-\pi /2}}-1\right)^{-n}}\end{aligned}}}
Первые несколько членов последовательности {\displaystyle (a_{n})} равны {\displaystyle -{\frac {1}{4}},-{\frac {1}{768}},-{\frac {1}{61440}},-{\frac {43}{165150720}},\ldots } 

## Формула в Excel
Формула для числа Дотти в Excel или LibreOffice Calc: SQRT(1-(2*BETA.INV(1/2;1/2;3/2)-1)^2).

## Происхождение названия
Имя данной константе было дано Самюэлем Капланом в честь преподавательницы французского по имени Дотти, которая обнаружила её, нажимая раз за разом кнопку взятия косинуса на калькуляторе, и рассказала об этом своему мужу — учителю математики.

## Сноски
1. ↑  Каплан не приводит явного выражения для членов ряда, однако оно мгновенно следует из теоремы Лагранжа об обращении рядов.